# Renan Correa
Renan Correa de Lima Gallina (Maringá, 15 de março de 2004) é um atleta brasileiro de atletismo que compete como velocista.

## Carreira
Nascido no Paraná, em 2022, Correa correu 20,12 segundos nos 200 metros, em Cuiabá. O tempo foi um recorde sul-americano sub-20. Ele foi selecionado para o Campeonato Sul-Americano de Atletismo Sub-23 de 2022 em Cascavel, em setembro de 2022. Correa correu 20,15 segundos para ganhar a medalha de ouro nos 200 metros no campeonato.
Gallina correu 10,01 segundos nos 100 metros no Campeonato Sul-Americano Sub-20, em Bogotá, Colômbia, em maio de 2023. O tempo foi um recorde sul-americano sub-20.
Em agosto de 2023, ele foi selecionado para competir no Campeonato Pan-Americano de Atletismo Sub-20 em Mayagüez. Ele ganhou a medalha de ouro na final dos 200 metros com um tempo de 20,44 segundos.
Competindo no Campeonato Mundial de Atletismo de 2023 em Budapeste, em agosto de 2023, ele chegou às semifinais com uma corrida de 20,44 segundos nas eliminatórias. Em novembro de 2023, Correa ganhou a medalha de ouro nos 200 metros nos Jogos Pan-Americanos realizados em Santiago, Chile, com um tempo de 20,37 segundos. No mesmo evento, ele conquistou uma segunda medalha de ouro, correndo a última perna do revezamento 4x100m da equipe brasileira vencedora.
Ele correu como parte da equipe brasileira de revezamento 4x100m no Campeonato Mundial de Revezamentos de 2024 em Nassau, Bahamas.
Ele se classificou para representar o Brasil nos Jogos Olímpicos de Verão de 2024.